# 新今里
新今里（しんいまざと）は、大阪府大阪市生野区にある町名。現行行政地名は新今里一丁目から新今里七丁目。今里地域の一つ。

## 地理
生野区の北部に位置し、東に小路、西に中川、南に中川東、北に東成区大今里南と接している。

## 世帯数と人口
2019年（平成31年）3月31日現在の世帯数と人口は以下の通りである。
| 丁目         | 世帯数    | 人口     |
| ------------ | --------- | -------- |
| 新今里一丁目 | 1,204世帯 | 1,710人  |
| 新今里二丁目 | 835世帯   | 1,163人  |
| 新今里三丁目 | 2,306世帯 | 2,891人  |
| 新今里四丁目 | 1,062世帯 | 1,378人  |
| 新今里五丁目 | 1,149世帯 | 1,536人  |
| 新今里六丁目 | 657世帯   | 1,103人  |
| 新今里七丁目 | 687世帯   | 1,205人  |
| 計           | 7,900世帯 | 10,986人 |

### 人口の変遷
国勢調査による人口の推移。
| 1995年（平成7年）  | 11,753人 | [ 5 ] |  |
| 2000年（平成12年） | 11,528人 | [ 6 ] |  |
| 2005年（平成17年） | 11,411人 | [ 7 ] |  |
| 2010年（平成22年） | 11,281人 | [ 8 ] |  |
| 2015年（平成27年） | 11,162人 | [ 9 ] |  |

### 世帯数の変遷
国勢調査による世帯数の推移。
| 1995年（平成7年）  | 6,365世帯 | [ 5 ] |  |
| 2000年（平成12年） | 6,728世帯 | [ 6 ] |  |
| 2005年（平成17年） | 6,979世帯 | [ 7 ] |  |
| 2010年（平成22年） | 7,295世帯 | [ 8 ] |  |
| 2015年（平成27年） | 7,481世帯 | [ 9 ] |  |

## 事業所
2016年（平成28年）現在の経済センサス調査による事業所数と従業員数は以下の通りである。
| 丁目         | 事業所数  | 従業員数 |
| ------------ | --------- | -------- |
| 新今里一丁目 | 115事業所 | 582人    |
| 新今里二丁目 | 75事業所  | 458人    |
| 新今里三丁目 | 184事業所 | 773人    |
| 新今里四丁目 | 163事業所 | 724人    |
| 新今里五丁目 | 77事業所  | 327人    |
| 新今里六丁目 | 69事業所  | 241人    |
| 新今里七丁目 | 51事業所  | 389人    |
| 計           | 734事業所 | 3,494人  |

## 交通

### 鉄道
- 近畿日本鉄道
  - 大阪線 今里駅

### 道路
- 今里筋

## 施設
- 大阪市立東生野中学校
- 大阪市立東中川小学校
- 生野新今里郵便局
- 大阪市消防局 生野消防署 中川出張所
- 大阪商工信用金庫 今里支店

## その他

### 日本郵便
- 〒544-0001[3]（集配局：生野郵便局[11]）

## 出身者
- 小田吉男（実業家、馬主、LiNK-UP株式会社代表取締役社長CEO、『@ほぉ〜むカフェ』創設者）
- 内藤良太（実業家、演出家、空間プロデューサー、『バーレスク東京』『boxdisco partyon』創設者）